# Hamitraoré
Aminata Traoré alias Hamitraoré est une écrivaine ivoirienne née le 25 mai 1979 à Bouaké,.

## Biographie
Traoré Aminata est une activiste ivoirienne connu sous son nom de plume Hamitraoré.
Après une licence en lettres modernes, elle décide de se tourner vers l’humanitaire pour apporter sa contribution à la lutte contre les violences basées sur le genre en particulier les mutilations génitales féminines dont elle est une victime.
Sa carrière dans l'Humanitaire débute en 2005 en qualité de chef de projets à la promotion des droits de la femme et des enfants, particulièrement, l’assistance et la réinsertion sociale et économique des femmes victimes de violences en situation de conflits et spécialement dans le renforcement des capacités communautaires des leaders en matière de lutte contre les mgfs.
le Conseil Danois des Réfugiés (DRC) est son point de chute dans une ONG internationale, pour la mise en œuvre de projets sur le renforcement communautaire du système local de protection de l’enfance en Côte d’Ivoire.
Écrivaine conférencière et consultante Hamitraoré se consacre également à l’animation de conférences en milieu scolaire par le biais de sa fondation GNITRESOR créée en 2012 autour du concept le livre comme moyen de sensibilisation contre les violences basées sur le genre et aussi sur l’autonomisation des femmes.

## Famille
Aminata Traoré est célibataire et mère d'un enfant.

## Publications
1- Le couteau brulant (Frat-Mat Edition , 2012), Roman,,,; 
2- Caché derrière le Mur (Les Éditions Harmattan CI, 2016), Roman,,.
3- À l'aube des lendemains incertains, (Harmattan Côte d'Ivoire 2022) , Recueil de nouvelles

## Distinction
Hamitraoré est lauréate du Prix Franco-Allemand 2018 des droits de l’Homme pour le combat mené contre les violences faites aux femmes et aux enfants ; C'est un Prix qui récompense chaque année une quinzaine de personnalités, militants en faveur des droits de l’Homme.